# Luisa Sigea

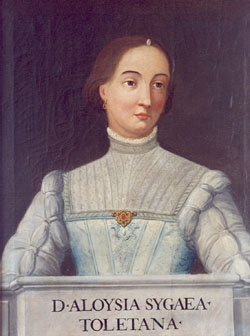
Luisa Sigea de Velasco, Ölgemälde, unbekannte Provenienz

Luisa Sigea de Velasco, auch bekannt unter Luísa Sigeia, Luísa Sigea Toledana oder in der latinisierten Form Aloisia Sigaea Toletana (* ca. 1522 Tarancón, Provinz Cuenca; † 13. Oktober 1560 in Burgos, Provinz Burgos), war eine spanische Humanistin, Dichterin, Philosophin und Universalgelehrte der Renaissance. Sie ist eine Besonderheit unter den iberischen Frauen des 16. Jahrhunderts, da es ihr gelang ihre Bildung als Ausgangspunkt für ihre Engagements am Hof und damit als wirtschaftliche Grundlage einzusetzen.

## Leben
Sigea wurde um 1522 in Tarancón geboren, das damals zur Diözese und zum Königreich Toledo gehörte. Sie war die Tochter von Diego Sigeo, einem Humanisten aus Frankreich, der wie seine Tochter den Beinamen Toledan trug, und Francisca de Velasco, einer Dame aus illustrer Familie, die aus Tarancón stammte. Sie hatte zwei Brüder, Diego und Antonio, und eine Schwester, Ángela. Der Vater gab sowohl seinen Söhnen als auch seinen Töchtern, ohne Unterschied, eine sehr sorgfältige Erziehung. Als früherer Lehrer von María Pacheco, der Frau von Juan de Padilla, nahm er auf dessen Seite am Comuneros-Aufstand gegen Karl I. von Spanien teil und musste in der Folge 1522 nach Portugal auswandern. Obwohl er im Gegensatz zu Pacheco zusammen mit den übrigen Bediensteten begnadigt wurde, beschloss er, seiner verwitweten Dienstherrin im Exil weiter zur Seite zu stehen. 1536, mehr als ein Jahrzehnt nach der Verbannung holte er seine Familie zu sich nach Portugal.
Im Jahr 1540, als Sigea 18 Jahre alt war, schickte sie über einen Freund des Vaters, den italienischen Dichter Girolamo Britonio, einen Brief in lateinischer Sprache an Papst Paul III., zusammen mit einer später quosdam ingenioli mei flosulos („einige Blumen meines Einfallsreichtums“) genannten Schrift, die viel Lob erhielten.
Anfang 1542 wurde ihr Vater eingeladen, seine Töchter als "moças de câmara" (portugiesisch, weibliche Kammerherren) an den Hof von Königin Katharina zu bringen. Luisa und ihre Schwester Angela wurden daraufhin Teil des Kreises kultivierter Damen, die das Gefolge von Maria von Portugal bildeten, darunter Paula Vicente, Tochter des Dichters und Dramatikers Gil Vicente, und Joana Vaz. Am Hof widmeten sich Ángela Sigea und Paula Vicente mehr der Musik, und Joana Vaz und Luísa Sigea die „lateinischen Damen“ oder puellae doctae.
Luisa blieb bis 1552 an diesem Hof, als sie den Adligen Francisco de las Cuevas aus Burgos heiratete; Luisa versuchte danach, wieder in das höfische Leben einzutreten. Sie hatten eine Tochter, Juana de Cuevas y Sigea, geboren am 25. August 1557, die am 30. Mai 1580 Rodrigo Ronquillo Briceño y del Castillo heiratete. Im Jahr 1558 zog die Familie nach Valladolid, wo sie in den Dienst von Maria von Ungarn, Tochter von Philipp I. von Kastilien und Königingemahlin von Ungarn aus der Ehe mit Ludwig II. von Ungarn und Böhmen, trat. Francisco de Cuevas diente als Sekretär und seine Frau als „lateinische Dame“. Diese Situation war jedoch nur von kurzer Dauer, denn am 18. Oktober 1558 starb die Königin von Ungarn plötzlich. Luisa wandte sich umgehend an König Philipp II. von Spanien und bat um eine Anstellung für sich und ihren Ehemann, da sie angeblich verarmt sei, was die bekannten Unterlagen über ihren Haushalt nicht bestätigen. In den letzten zwei Jahren ihres kurzen Lebens war der Versuch, wieder ins Hofleben zurückzukehren, ihre ständige Beschäftigung. In dieser Absicht begab sich Luisa Sigea Anfang 1560 auch nach Toledo, um über den französischen Botschafter um eine Stelle bei Elisabeth von Valois, der gerade neu vermählten Ehefrau von Philipp II., zu bitten. Aber obwohl sie von der neuen Königin empfangen wurde, erhielt sie keine Stellung. Entmutigt kehrte sie nach Burgos zurück, wo sie am 13. Oktober 1560 starb.

## Werk
Luisa Sigea sprach Spanisch, Französisch, Portugiesisch und Italienisch und beherrschte Latein, Griechisch, Hebräisch, Arabisch und Syrisch; außerdem war sie in Philosophie, Poesie und Geschichte bewandert. Zu ihrer Bewunderung trug den Berichten nach auch bei, dass bei ihr Talent mit anerkannter Schönheit zusammenfiel.
Aus ihrem Werk ragt das lateinische Gedicht Sintra heraus, das 1546 geschrieben und 1566 in Paris veröffentlicht wurde. Es ist inspiriert von den Landschaften, die eine der königlichen Residenzen umgeben. Da sie von Beruf Hofschreiberin war, muss es sich um eine Auftragsarbeit gehandelt haben.
Sie schrieb auch Dialogus de differentia vitae rusticae et urbanae, andere Bezeichnung Colloquium havitum apud villam inter Flamminia Romanam et Blesillam Senensem. Das 1552 vollendete Werk ist ein Gespräch zwischen zwei Freundinnen in lateinischer Sprache über die Lebensweise, die ihnen am meisten zusagt: das hektische Leben am Hof oder die Ruhe des zurückgezogenen Lebens. Es folgt dem Muster von drei Tagen, unterteilt in Pausen für Mahlzeiten und Siesta. Beide sind sehr leidenschaftlich in ihren Argumenten. In der Widmung an die Infantin würdigt Sigea die Zeit, die ihr zum Studieren gewährt wurde, die Verfügbarkeit eines Ortes dafür und den Zugang zur Bibliothek und ihren besten Büchern.
Weitere Werke sind größtenteils verloren gegangen. Erhalten sind noch vier weitere Dokumente in spanischer und vier in lateinischer Sprache. Die spanischen sind an einen „Señor“ gerichtet und behandeln Familienthemen, die lateinischen – wie schon genannt – einmal an den Papst sowie weitere an König Philipp II., an den Präzeptor von Don Carlos und an dessen Neffen Francisco Pérez.
Eine Liste über die bekannten Werke kann über die Suchmaske des Projekts Bibliografía de escritoras españolas (BIESES) erschlossen werden. bzw. ist im Anhang des Catálogo de Obras de Luisa Sigea de Velasco von 2017 enthalten.
Das heutige Interesse an Luisa Sigea ist zum großen Teil auf die Veröffentlichung des erotischen Werks von Nicolas Chorier Aloysiæ Sigeæ Toletanæ satyra sotadica de arcanis amoris et veneris im Jahr 1680 zurückzuführen. Dieses Werk, das einige Andeutungen zum Thema der weiblichen Homosexualität enthält, ist mit dem  Dialogus de differentia vitae rusticae et urbanae nur in seiner Struktur als Dialog zwischen zwei jungen Frauen über private Angelegenheiten verwandt. In dem Werk führt eine der Gesprächspartnerinnen, die bereits verheiratet ist, die andere bei der Entdeckung der Sexualität. Der Text stammt vollständig von Chorier, der ihn zudem unter dem Namen von Johannes Meursius herausgab. Choriers Werk wurde später unter verschiedenen Titeln ins Französische und andere Sprachen übersetzt. Obwohl es keine direkte Verbindung zu Luisa Sigea hat, ist es vor allem auf dem englischen Markt als The Dialogues of Luisa Sigea bekannt und ist bekannter als jedes authentische Werk der angeblichen Autorin.